# ユリア・リプニツカヤ
ユリア・ヴィアチェスラヴォブナ・リプニツカヤ（ロシア語: Юлия Вячеславовна Липницкая、ロシア語ラテン翻字: Julia Viacheslavovna Lipnitskaia、1998年6月5日 - ）は、ロシア・エカテリンブルク出身の元フィギュアスケート選手（女子シングル）。
2014年ソチオリンピック団体戦 金メダリスト。2014年世界選手権2位。2014年欧州選手権優勝。現行ルールによるフィギュアスケート競技における冬季オリンピック史上最年少(15歳249日)団体戦の金メダリストであり、また欧州選手権史上最年少女王の記録も持つ。

## 人物
ロシアのエカテリンブルクで生まれる。母親がリプニツカヤを妊娠中に、父親は軍に徴兵され兵役についたが、その後戻らなかった為、母子家庭で育つ。一人っ子である。
特徴的な柔軟性は、生まれて間もない頃から母が股関節等のストレッチを行っていたためである。幼い頃は新体操も習っており、4歳からスケートを始める。母は働いていたため、コーチに幼稚園の送り迎え、練習等全て面倒を見てもらっていた。それに対し本人は「とても感謝している」と語っている。その後本格的なスケートの指導を受ける為に10歳でモスクワに引っ越した。
趣味は乗馬、料理、手芸、絵画、編み物、音楽を聞くこと、自然(湖)の写真を見ること。動物好きである。
憧れの選手としてカロリーナ・コストナー、羽生結弦、ハビエル・フェルナンデス、パトリック・チャンを挙げている。
メディアへの対応などから気が強いイメージが強いが、一方で鈴木明子と同じ大会に出場した際に記者会見で「倍の年齢の選手と競うこと」について問われ、その場では「特に何も」と答えたものの、会見終了後に通訳を介して鈴木明子を呼び止めて「アキコのことは選手としてとても尊敬しています。たださっきの質問はまったく予想していないことだったので、なんと答えていいのかわからなかったの」と伝えたというエピソードがある。
2020年7月27日、第1子となる女児のカタリナ（露: Каталина）を出産し1カ月になることが報道された。子の父親は元スケーターのウラジスラフ・タラセンコ。

## 経歴

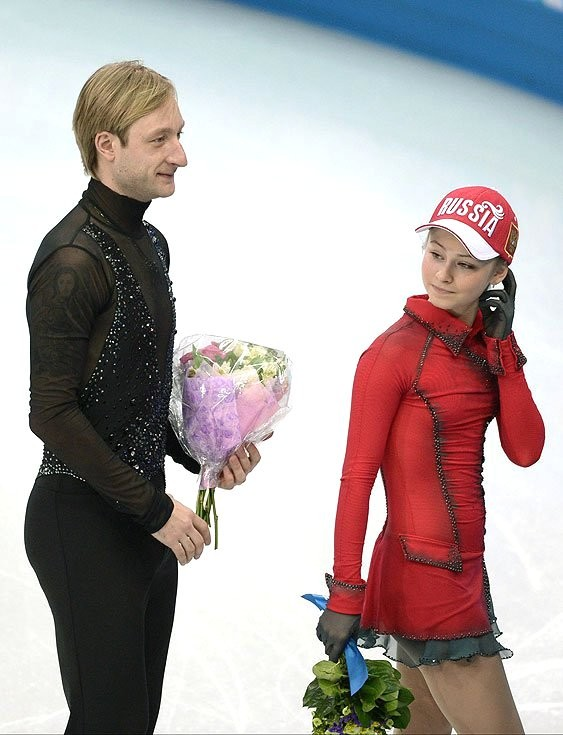
ソチオリンピックでのリプニツカヤ

2010-2011シーズン、ロシア選手権で4位に入る。
2011-2012シーズンよりISUジュニアグランプリに参戦し、バルティック杯、ワルテル・ロンバルディ杯の2大会連続で優勝。その結果、ジュニアグランプリファイナルに出場して優勝する。同年のロシア選手権ではアデリナ・ソトニコワに次ぎ、2位となる。世界ジュニア選手権で優勝。
2012-2013シーズン、シニアクラスへ移行。フィンランディア杯で優勝。グランプリシリーズでは中国杯で2位、エリック・ボンパール杯で3位となり、グランプリファイナルへの出場を決めた。しかし11月28日の練習中にスピンで転倒して顎を切り、軽い脳震盪を起こしたため出場を取りやめた。世界ジュニア選手権では2位。
2013-2014シーズン、フィンランディア杯で2連覇。スケートカナダではSP、FSともにパーソナルベストを更新し、グランプリシリーズ初優勝を果たす。続くロステレコム杯でも優勝し、グランプリファイナル進出を決め銀メダルを獲得。2年ぶりに出場のロシア選手権では2位。ヨーロッパ選手権ではSP2位、FSでは139.75で1位で逆転優勝し、合計スコアは初めて200点を超えた。15歳での優勝は史上最年少となる。
| ISUによる略称: ジャンプ | ISUによる略称: ジャンプ |
| T                       | トウループ              |
| S                       | サルコウ                |
| Lo                      | ループ                  |
| F                       | フリップ                |
| Lz                      | ルッツ                  |
| A                       | アクセル                |
| ----------------------- | ----------------------- |

ソチオリンピックで団体金メダル、世界選手権で銀メダル獲得
ソチオリンピックの団体戦では当初リプニツカヤはSP、FSのどちらか一方に出場する予定であったが、選考は二転三転し最終的にロシアスケート連盟はリプニツカヤをSP、FSの両方に出場させた。団体戦ではSP,FS共に1位となりロシアの優勝に大きく貢献した。しかしメディアに大きく取り上げられ個人戦までに一度モスクワに戻って練習する際に空港や練習拠点に多数の記者が待ち構え、ロッカールームに盗聴器が仕掛けられたり、リプニツカヤの家族や親戚にまで取材が及び、過熱報道が問題となった。個人戦では優勝候補の一人に挙げられていたが、SP、FS共に転倒もあり5位となった。
世界選手権ではSPで74.54でパーソナルベストを更新し、初出場で銀メダルを獲得した。
2014-2015シーズン、ジャパンオープンに出場予定だったが、FSプログラムがなかなか決まらずに準備が遅れたこと、新しいスケート靴の調整の不具合も重なり欠場。また、SPの構成のコンビネーションを3T-3Tに変えてグランプリシリーズに臨む。初戦となった中国杯ではSP1位スタートだったが、FSでは序盤の3Sで転倒、その後も1F、1Lzなどのミスを重ね、演技後キス・アンド・クライで涙を流した。演技の失敗で激しく動揺し、演技終了後に表彰式のスケジュールを確認せずホテルに帰ってしまったことにより、メダル授与式に間に合わず欠席した事で罰金が科された。エリック杯ではFSの3Fで転倒し、最終的に2位となった。グランプリファイナルでは、SPで今季初の3Lz-3Tを成功させたが、単独の3Fでエッジエラーの判定を受ける。FSでは2Aと2Fでともに転倒するなどのミスを重ね、FSだけでは6位、最終的には5位となる。ロシア選手権ではSP終了時に6位になる。FSでは冒頭の3Lz-3T、2A-3T-2Tを成功し好調に見えたが、1Loの失敗、3Fを2回試みて2回とも転倒するなどミスが続き、FSだけでは11位、最終順位は9位に終わる。この結果により代表入りを逃し、今季の欧州選手権、世界選手権に派遣されない事が決まった。ロシア選手権後にコーチ変更の噂が流れたが、「他のコーチに移るという考えは起こりもしませんでした。今までもこれからも私のコーチをとても頼りにしています。」と否定した。
2015-2016シーズン、グランプリシリーズではスケートアメリカで6位、エリック・ボンパール杯はパリ同時多発テロ事件の影響でFSが中止になり、SPの順位の2位となったが、グランプリファイナル出場を逃した。グランプリシリーズ終了後、アレクセイ・ウルマノフにコーチを変更し、11月23日よりソチでの練習を開始した。地元エカテリンブルクで開催されたロシア選手権では、グランプリシリーズまではすべて前半に組み込んでいたSPのジャンプ構成を、後半に3T-3Tを入れる構成に変更するなどし、SPで3位に立つも、FSは10位となり総合7位となった。ロシアカップファイナルではSP1位、FS3位で総合2位となった。
2016-2017シーズン、グランプリシリーズ初戦となるスケートアメリカは古傷の悪化により欠場。ロステレコム杯では、SPで3位につけていたがFSでの演技中に足が攣り、中断を挟み演技を終えるが最下位に順位を落とした。ロシア選手権に出場予定だったが、練習からの帰宅途中に道で滑って転倒し、右股関節打撲と仙腸関節炎を負った。治療に最低14-17日かかると診断されたため、ロシア選手権を欠場することとなった。
現役引退、指導者の道へ
2017年8月28日、リプニツカヤが引退することを母親が明らかにしたとロシアの各メディアが報じた。
摂食障害(拒食症)の治療を行っていた欧州から帰国後に決断したという。
9月9日、代表から退く文書にリプニツカヤが署名し、現役を引退したことをロシア連盟が発表した。
現在は解説者として活動しているほか、エレーナ・イリニフと共にフィギュアスケーター養成機関「チャンピオンズ・アカデミー」を設立し、指導者として各地を回っている。

## キャンドルスピン
背中ごしに上げた右脚を体にくっつけ、本来は靴のブレード（刃）を持つ両手は足首をつかむ形のビールマンスピン。その非常に高い柔軟性から繰り出されるビールマンスピンは、本人によってキャンドルスピンと名付けられた。

## オリンピック最年少記録
2014年までは1998年長野オリンピックで優勝したタラ・リピンスキー（アメリカ合衆国）の15歳255日が最年少記録であった。リプニツカヤはリピンスキーよりも誕生日が5日早いが、ソチオリンピックの団体戦フリー（2014年2月9日）が長野オリンピックの個人戦フリー（1998年2月20日）より11日早いので、リプニツカヤのほうが6日早く金メダリストになった。
なお現行ルールの年齢制限が出来る前の最年少記録は1936年ガルミッシュパルテンキルヒェンオリンピックペア競技でのマキシ・ヘルバー（ドイツ）の15歳128日であったが、現行ルールではオリンピック前年の7月1日までに15歳の誕生日を迎えている必要がある。

## 記録

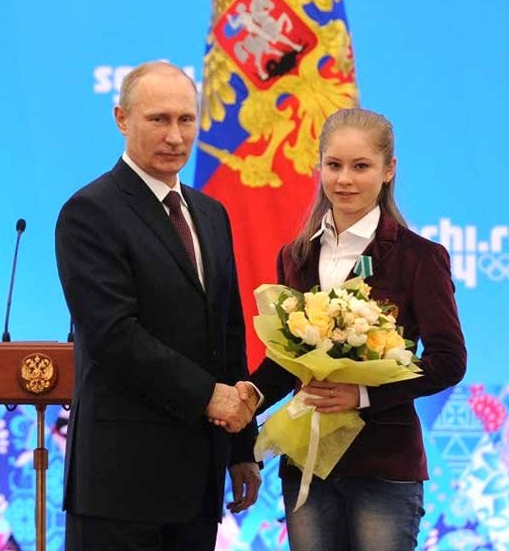
プーチン大統領とリプニツカヤ

- 現行ルールでのオリンピックフィギュアスケート最年少金メダリスト
- 最年少フィギュアスケート女子シングルオリンピック金メダル獲得(団体戦）.
- 最年少女子シングル欧州大会優勝.
- ロシア人初の女子シングルオリンピック金メダル獲得 (団体戦).
- ロシア人初の女子シングル合計得点200点超え.[38]
- 女子ジュニアフリー得点世界記録更新 (123.96), 2012年世界ジュニア選手権（2014年にエレーナ・ラジオノワが更新）.[38]
- 女子ジュニア合計得点世界記録更新 (187.05), 2012年世界ジュニア選手権.（2014年にエレーナ・ラジオノワが更新）[38]

## 主な戦績
| 大会/年              | 2009-10 | 2010-11 | 2011-12 | 2012-13 | 2013-14 | 2014-15 | 2015-16 | 2016-17 |
| -------------------- | ------- | ------- | ------- | ------- | ------- | ------- | ------- | ------- |
| 冬季オリンピック     |         |         |         |         | 5       |         |         |         |
| 世界選手権           |         |         |         |         | 2       |         |         |         |
| 欧州選手権           |         |         |         |         | 1       |         |         |         |
| ロシア選手権         |         | 4       | 2       |         | 2       | 9       | 7       |         |
| GPファイナル         |         |         |         |         | 2       | 5       |         |         |
| GPロステレコム杯     |         |         |         |         | 1       |         |         | 12      |
| GPエリック杯         |         |         |         | 3       |         | 2       | 2       |         |
| GPスケートアメリカ   |         |         |         |         |         |         | 6       | 辞退    |
| GP中国杯             |         |         |         | 2       |         | 2       |         |         |
| GPスケートカナダ     |         |         |         |         | 1       |         |         |         |
| CSネペラ記念         |         |         |         |         |         |         |         | 2       |
| CSフィンランディア杯 |         |         |         | 1       | 1       |         | 2       |         |
| チロル杯             |         |         |         |         |         |         | 1       |         |
| 世界Jr.選手権        |         |         | 1       | 2       |         |         |         |         |
| ロシアJr.選手権      | 5       | 棄権    | 1       | 5       |         |         |         |         |
| JGPファイナル        |         |         | 1       |         |         |         |         |         |
| JGPバルティック杯    |         |         | 1       |         |         |         |         |         |
| JGP W.ロンバルディ杯 |         |         | 1       |         |         |         |         |         |
| 団体戦               |         |         |         |         |         |         |         |         |
| 冬季オリンピック     |         |         |         |         | 1       |         |         |         |

### 詳細

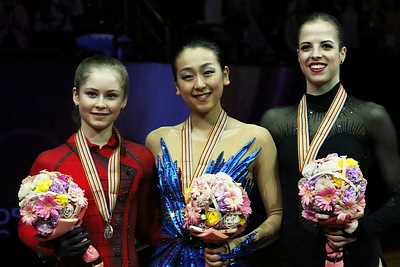
2014年世界フィギュアスケート選手権銀メダル

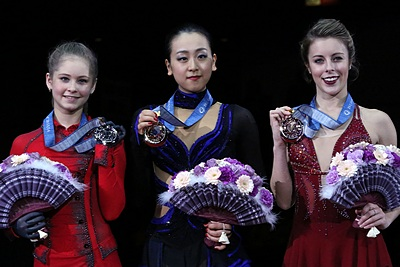
2013/2014 ISUグランプリファイナル銀メダル

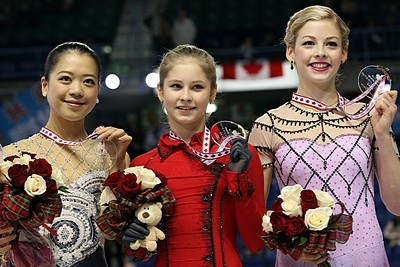
2013年スケートカナダ金メダル

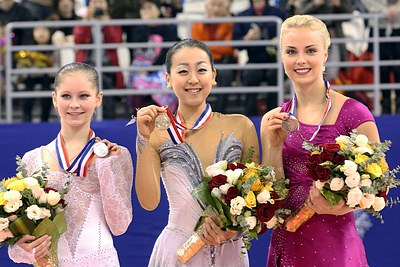
2012年中国杯銀メダル

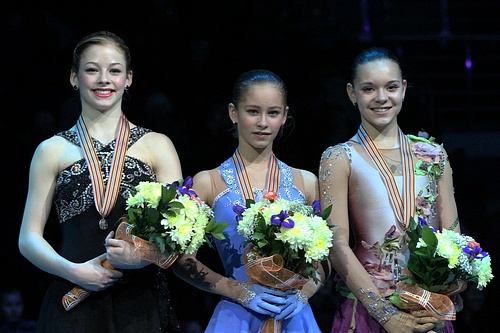
2012年世界ジュニアフィギュアスケート選手権金メダル

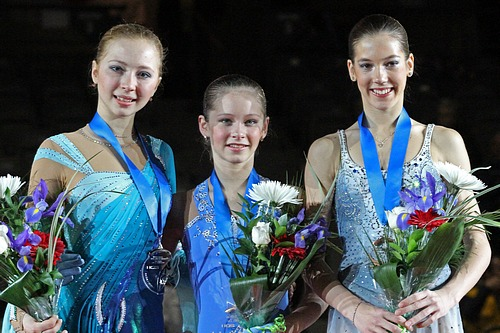
2011/2012 ISUジュニアグランプリファイナル金メダル

| 2016-2017 シーズン      |                                                                        |         |          |           |
| 開催日                  | 大会名                                                                 | SP      | FS       | 結果      |
| 2016年11月4日 - 6日     | ISUグランプリシリーズ ロステレコム杯（モスクワ）                       | 3 69.25 | 12 78.88 | 12 148.13 |
| 2016年9月29日 - 10月2日 | ISUチャレンジャーシリーズ オンドレイネペラメモリアル（ブラチスラヴァ） | 1 63.16 | 5 102.30 | 2 165.46  |

| 2015-2016 シーズン    |                                                          |         |           |          |
| 開催日                | 大会名                                                   | SP      | FS        | 結果     |
| 2016年3月9日 - 13日   | 2016年チロル杯（インスブルック）                         | 1 66.73 | 1 105.91  | 1 172.64 |
| 2015年12月23日 - 27日 | ロシアフィギュアスケート選手権（エカテリンブルク）       | 3 73.77 | 10 121.47 | 7 195.24 |
| 2015年11月13日 - 15日 | ISUグランプリシリーズ エリック・ボンパール杯（ボルドー） | 2 65.63 | 中止      | 2        |
| 2015年10月23日 - 25日 | ISUグランプリシリーズ スケートアメリカ（ミルウォーキー） | 5 62.24 | 7 108.39  | 6 170.63 |
| 2015年10月9日 - 11日  | ISUチャレンジャーシリーズ フィンランディア杯（エスポー） | 2 62.81 | 2 109.52  | 2 172.33 |

| 2014-2015 シーズン    |                                                          |         |           |          |
| 開催日                | 大会名                                                   | SP      | FS        | 結果     |
| 2014年12月24日 - 28日 | ロシアフィギュアスケート選手権（ソチ）                   | 6 66.90 | 11 102.80 | 9 169.70 |
| 2014年12月11日 - 14日 | 2014/2015 ISUグランプリファイナル（バルセロナ）          | 2 66.24 | 6 111.55  | 5 177.79 |
| 2014年11月21日 - 23日 | ISUグランプリシリーズ エリック・ボンパール杯（ボルドー） | 2 66.79 | 2 118.39  | 2 185.18 |
| 2014年11月7日 - 9日   | ISUグランプリシリーズ 中国杯（上海）                     | 1 69.56 | 4 104.01  | 2 173.57 |

| 2013-2014 シーズン    |                                                        |         |          |          |
| 開催日                | 大会名                                                 | SP      | FS       | 結果     |
| 2014年3月26日 - 30日  | 2014年世界フィギュアスケート選手権（さいたま）         | 3 74.54 | 2 132.96 | 2 207.50 |
| 2014年2月6日 - 22日   | ソチオリンピック（ソチ）                               | 5 65.23 | 6 135.34 | 5 200.57 |
| 2014年2月6日 - 22日   | ソチオリンピック 団体戦（ソチ）                        | 1 72.90 | 1 141.51 | 1 団体   |
| 2014年1月13日 - 19日  | 2014年ヨーロッパフィギュアスケート選手権（ブダペスト） | 2 69.97 | 1 139.75 | 1 209.72 |
| 2013年12月22日 - 27日 | ロシアフィギュアスケート選手権（ソチ）                 | 2 70.32 | 1 140.49 | 2 210.81 |
| 2013年12月5日 - 8日   | 2013/2014 ISUグランプリファイナル（福岡）              | 4 66.62 | 2 125.45 | 2 192.07 |
| 2013年11月22日 - 24日 | ISUグランプリシリーズ ロステレコム杯（モスクワ）       | 1 72.24 | 2 118.56 | 1 190.80 |
| 2013年10月25日 - 27日 | ISUグランプリシリーズ スケートカナダ（セントジョン）   | 2 66.89 | 1 131.34 | 1 198.23 |
| 2013年10月4日 - 6日   | 2013年フィンランディア杯（エスポー）                   | 1 65.49 | 1 125.82 | 1 191.31 |

| 2012-2013 シーズン     |                                                      |         |          |          |
| 開催日                 | 大会名                                               | SP      | FS       | 結果     |
| 2013年2月25日 - 3月3日 | 2013年世界ジュニアフィギュアスケート選手権（ミラノ） | 4 53.86 | 2 111.81 | 2 165.67 |
| 2013年2月1日 - 3日     | ロシアジュニアフィギュアスケート選手権（サランスク） | 3 67.03 | 6 111.53 | 5 178.56 |
| 2012年11月16日 - 18日  | ISUグランプリシリーズ エリック・ボンパール杯（パリ） | 1 63.55 | 3 115.76 | 3 179.31 |
| 2012年11月2日 - 4日    | ISUグランプリシリーズ 中国杯（上海）                 | 1 63.06 | 2 114.86 | 2 177.92 |
| 2012年10月4日 - 7日    | 2012年フィンランディア杯（エスポー）                 | 2 64.05 | 1 124.18 | 1 188.23 |

| 2011-2012 シーズン     |                                                          |         |          |          |
| 開催日                 | 大会名                                                   | SP      | FS       | 結果     |
| 2012年2月27日 - 3月4日 | 2012年世界ジュニアフィギュアスケート選手権（ミンスク）   | 1 63.09 | 1 123.96 | 1 187.05 |
| 2012年2月5日 - 7日     | ロシアジュニアフィギュアスケート選手権（ヒムキ）         | 1 65.28 | 1 126.64 | 1 191.92 |
| 2011年12月25日 - 29日  | ロシアフィギュアスケート選手権（サランスク）             | 3 63.11 | 1 128.54 | 2 191.65 |
| 2011年12月8日 - 11日   | 2011/2012 ISUジュニアグランプリファイナル（ケベック）    | 1 59.98 | 1 119.75 | 1 179.73 |
| 2011年10月6日 - 8日    | ISUジュニアグランプリ ワルテル・ロンバルディ杯（ミラノ） | 1 63.71 | 1 119.34 | 1 183.05 |
| 2011年9月15日 - 17日   | ISUジュニアグランプリ バルティック杯（グダニスク）       | 1 60.37 | 1 112.14 | 1 172.51 |

| 2010-2011 シーズン    |                                                  |         |          |          |
| 開催日                | 大会名                                           | SP      | FS       | 結果     |
| 2011年2月2日 - 4日    | ロシアジュニアフィギュアスケート選手権（カザン） | 7 51.75 | -        | 棄権     |
| 2010年12月26日 - 29日 | ロシアフィギュアスケート選手権（サランスク）     | 5 59.13 | 4 117.14 | 4 176.27 |

| 2009-2010 シーズン |                                                      |         |         |          |
| 開催日             | 大会名                                               | SP      | FS      | 結果     |
| 2010年2月3日 - 6日 | ロシアジュニアフィギュアスケート選手権（サランスク） | 5 55.66 | 5 99.84 | 5 155.50 |

## プログラム使用曲
| シーズン  | SP | FS | EX |
| --------- | --- | --- | --- |
| 2016-2017 | 枯葉 作曲：ジョゼフ・コズマ ボーカル：劉思涵 振付：ステファン・ランビエール                                             | 映画『キル・ビル』サウンドトラックより Twisted Nerve Goodnight Moon Ironside Bang Bang BATTLE WITHOUT HONOR OR HUMANITY 振付：アレクセイ・ウルマノフ、オリガ・ポヴェーレンナヤ                                                                                     | |
| 2015-2016 | 好きにならずにいられない 悲しき悪魔(You're The) Devil in Disguise ボーカル：エルヴィス・プレスリー 振付：マリナ・ズエワ | Leningrad 演奏：ウィリアム・ジョセフ 振付：マリナ・ズエワ | Dance for You 曲：ビヨンセ 振付：マリナ・ズエワメガポリス by Bel Suono 振付：イリヤ・アベルブフ |
| 2014-2015 | メガポリス by Bel Suono 振付：イリヤ・アベルブフ                                                                        | 愛のテーマ 映画『ロミオとジュリエット』より 作曲：ニーノ・ロータ Forbidden Love 映画『ロミオとジュリエット』サウンドトラックより 作曲：アベル・コルゼニオフスキー Mother's Journey 映画『グッバイ、レーニン!』より 作曲：ヤン・ティルセン 振付：イリヤ・アベルブフ | Via con me 映画『フレンチ・キス』サウンドトラックより 曲：パオロ・コンテ |
| 2013–2014 | 愛はまごころ 作曲：マーク・ミンコフ 振付：イリヤ・アベルブフ                                                            | 映画『シンドラーのリスト』より 作曲：ジョン・ウィリアムズ 振付：イリヤ・アベルブフ | BATTLE WITHOUT HONOR OR HUMANITY 映画『キル・ビル』サウンドトラックより 作曲：布袋寅泰 Bang Bang ボーカル：ナンシー・シナトラ LION 演奏：鼓童剣の舞 作曲：アラム・ハチャトゥリアンJe t'aime ボーカル：ララ・ファビアン |
| 2012–2013 | 剣の舞 作曲：アラム・ハチャトゥリアン 振付：ニコライ・モロゾフ                                                          | 金平糖の精と王子のパ・ド・ドゥ 『くるみ割り人形』より 作曲：ピョートル・チャイコフスキー 振付：ニコライ・モロゾフ | Je t'aime ボーカル：ララ・ファビアン |
| 2011–2012 | 黒い瞳 振付：ニコライ・モロゾフ                                                                                         | 愛のテーマ 映画『ロミオとジュリエット』より 作曲：ニーノ・ロータ 振付：ニコライ・モロゾフ | Je t'aime ボーカル：ララ・ファビアン |
| 2010–2011 | シークレット・ガーデン                                                                                                  | カルメン 作曲：ジョルジュ・ビゼー | |
| 2009–2010 | 映画『カンフーパンダ』より 作曲：ハンス・ジマー、ジョン・パウエル                                                       | ドン・キホーテ 作曲：レオン・ミンクス | |